# L'avamposto
L'avamposto (The Last Outpost) è un film statunitense del 1935 diretto da Charles Barton e Louis J. Gasnier.